# Río El Zurdo
Río El Zurdo är ett vattendrag   i Argentina, på gränsen till Chile. Det är beläget i den södra delen av landet, 2 200 km sydväst om huvudstaden Buenos Aires.
Omgivningen kring Río El Zurdo består i huvudsak av gräsmarker och området är mycket glesbefolkat, med 3 invånare per kvadratkilometer.